# イギリス鉄道810形
810形（Class 810）はイギリスの高速列車用バイモード車両である。日立製作所のA-trainファミリー（AT-300）の車両であり、5両編成33本が製造される。イースト・ミッドランズ・レールウェイの都市間列車に用いられているインターシティ125及びイギリス鉄道222形気動車を置き換え、2022年からイースト・コースト本線及びミッドランド本線で運行される予定である。

## 概要
2019年8月、イースト・ミッドランズ・レールウェイはイースト・コースト本線及びミッドランド本線向けのバイモード車両5両編成33本を日立製作所に発注した。全編成が2022年12月までに投入される予定であり、インターシティ125及びイギリス鉄道222形気動車を置き換えることになっている。当初TOPS形式は800形の派生形式か新形式804形となることが予測されていたが、2020年2月に810形となることが日立によっては発表された。
日立製作所によれば、810形は802形の発展形にあたり、先頭形状や後部標識灯などが変更されて外観に変化が出ている。また、800形・802形では編成あたり3基（5両編成）であったディーゼルエンジンが編成あたり4基に増強されているほか、ロンドン側のターミナルであるセント・パンクラス駅のホーム長の関係で車体長が約2メートルずつ短くなっている。これにより車端部のオーバーハングが少なくなるため、800形等に見られた車端部の絞り込みは省略された。

## 関連項目

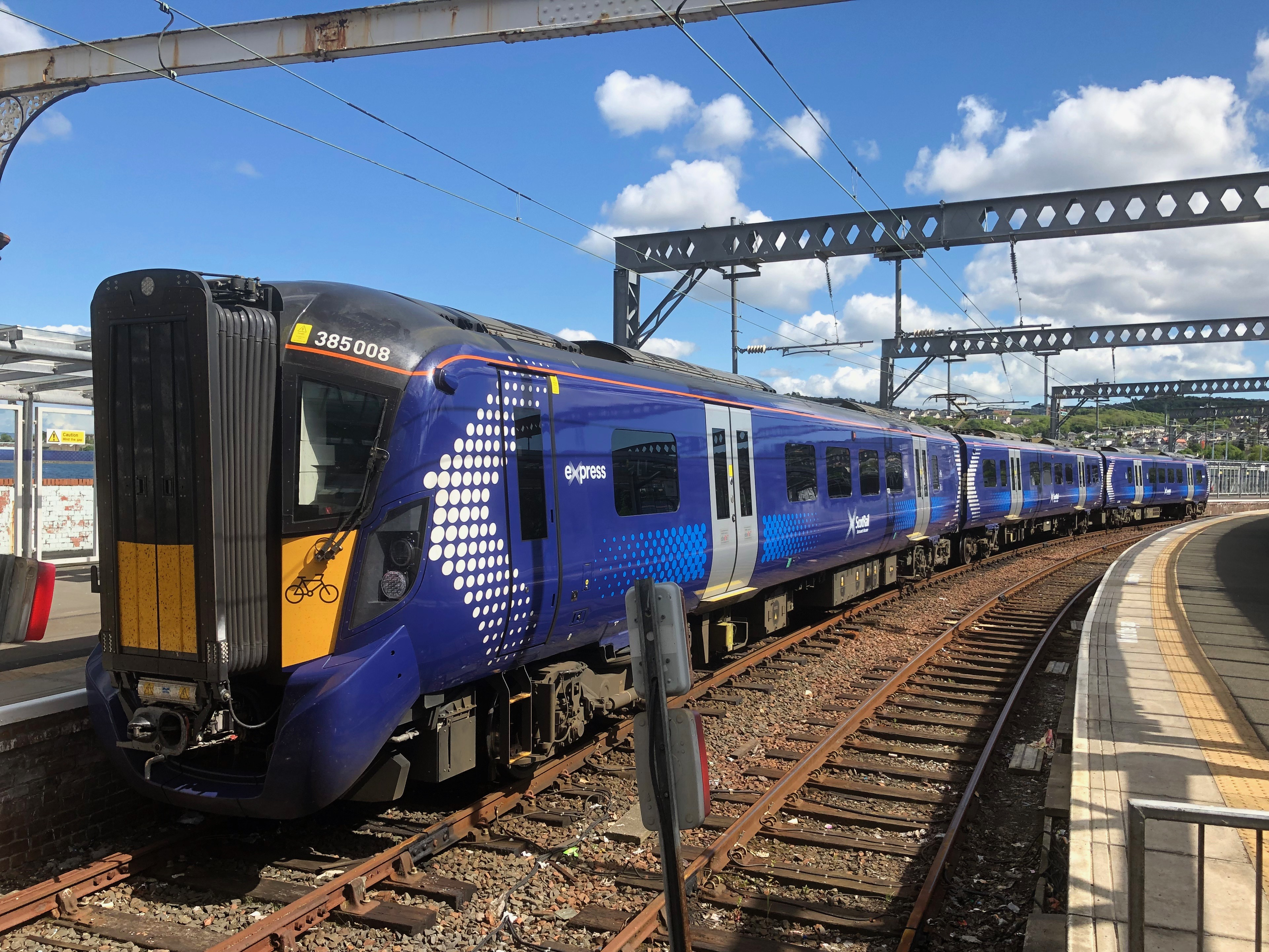
385形
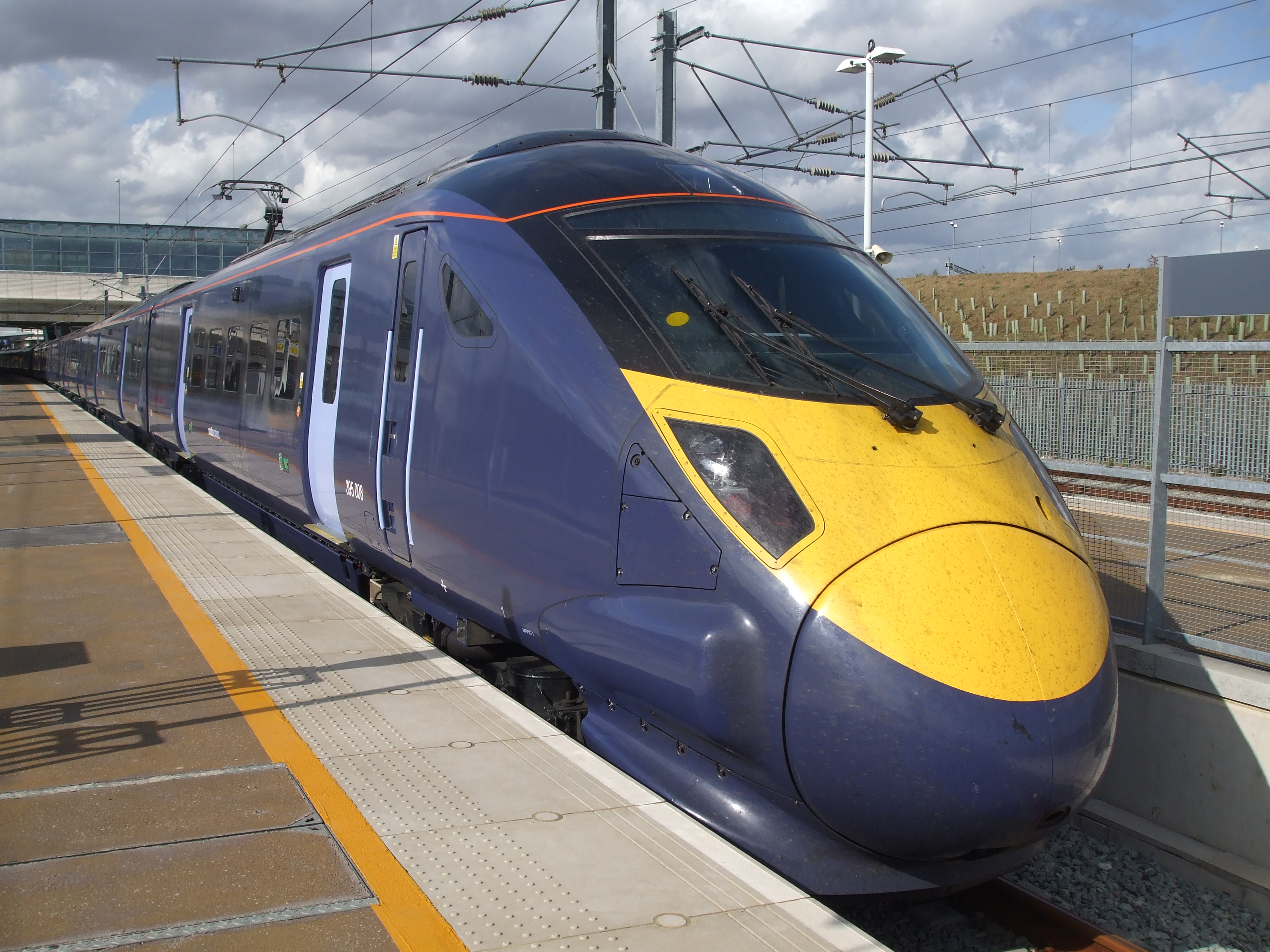
395形
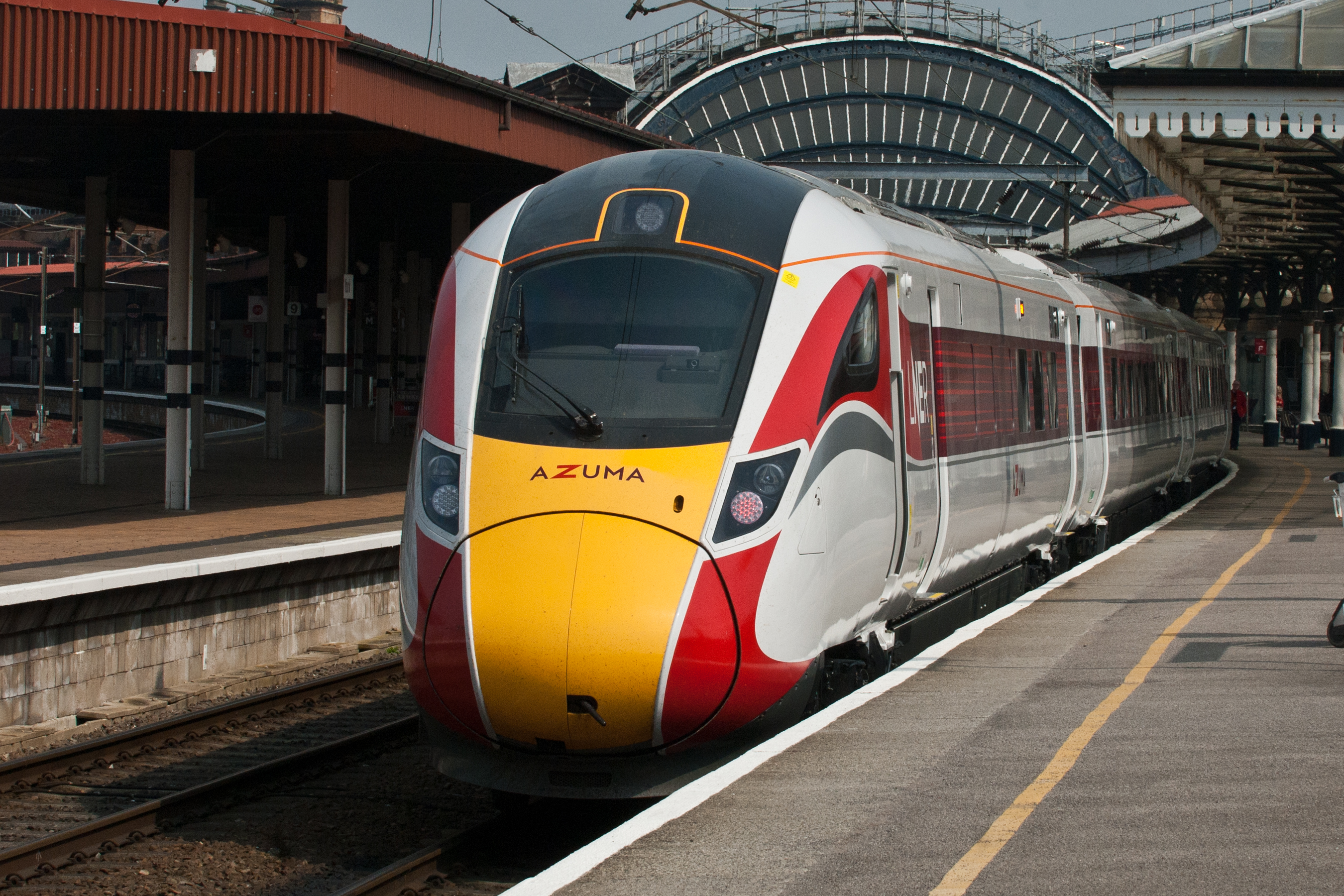
800形
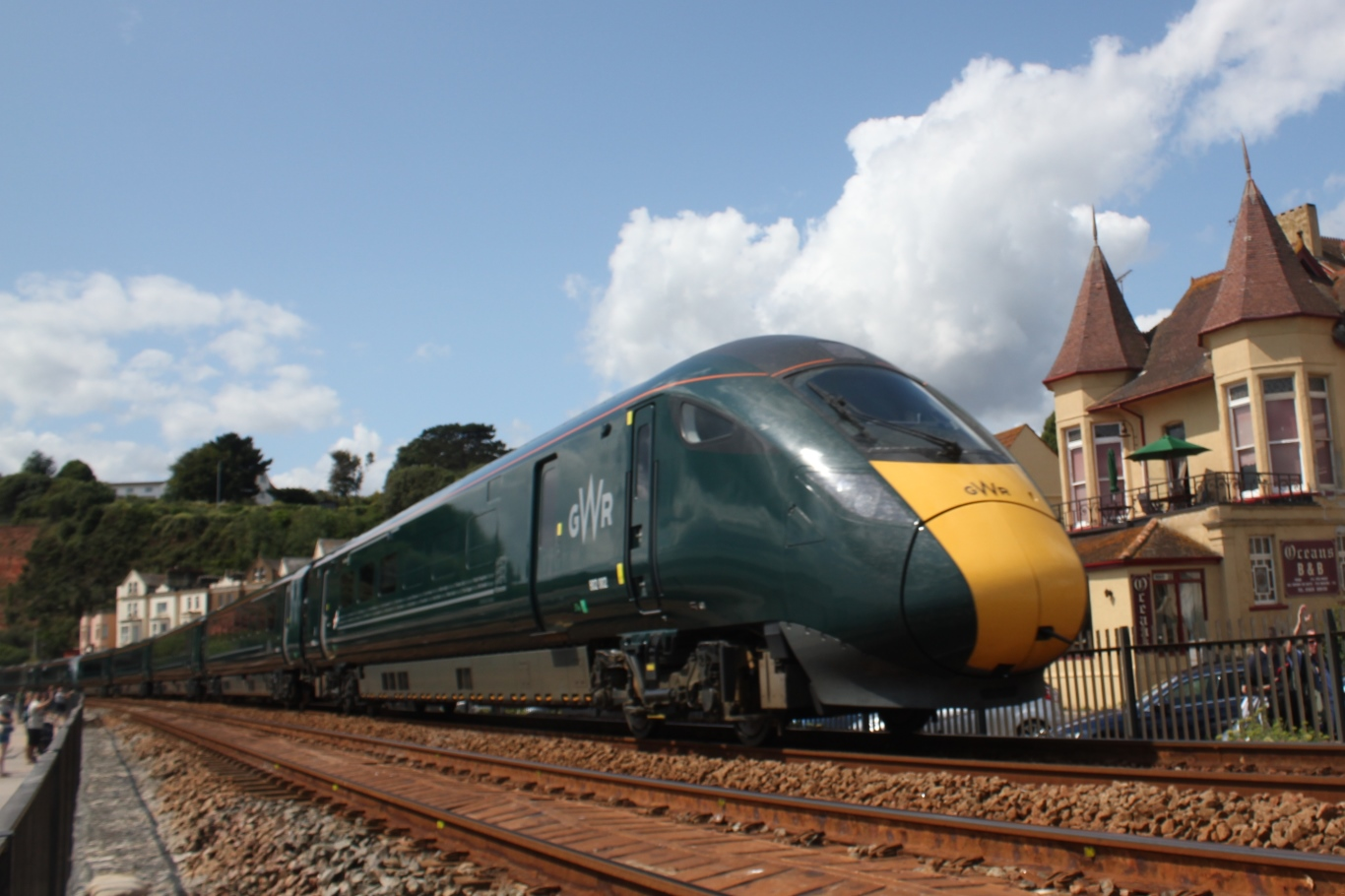
802形

## 編成
| 形式  | 運行事業者                           | 編成両数 | 製造本数 | 登場       | 編成番号    |
| ----- | ------------------------------------ | -------- | -------- | ---------- | ----------- |
| 810形 | イースト・ミッドランズ・レールウェイ | 5両      | 33本     | 2022年予定 | 810001～033 |